# Johann Georg Theodor Graesse
Johann Georg Theodor Graesse (Grimma, Saxònia, 31 de gener de 1814 - Radebeul, Saxònia, 27 d'agost de 1885) va ser un bibliotecari i historiador de la literatura alemany.
Va estudiar filologia i es va doctorar a la Universitat de Leipzig en 1834. Entre el 1843 i el 1854 va esdevenir bibliotecari privat de Frederic August II de Saxònia. Fou també director del gabinet numismàtic, responsabilitzant-se de la col·lecció de monedes reals, i del museu de la porcellana de Dresden. Entre el 1837 i el 1860 publicà Lehrbuch einer allgemeinen Literärgeschichte aller bekannten Völker der Welt (‘Tractat d'història de la literatura universal de tots els pobles coneguts del món’), i el 1861, Orbis latinus, oder Verzeichnis der lateinischen Benennungen der bekanntesten Städte etc. (‘Orbis latinus, o inventari dels noms llatins de les ciutats més conegudes, etc.’). Va continuar treballant fins al 1982, en què es va jubilar.